# Alwin Müller
Alwin Karl Müller (Löbau, 6 februari 1839 – Dresden, 1916 (of: 1917)) was een Duits componist, militaire kapelmeester, trompettist en kornettist.

## Levensloop
Müller werd van 1857 militaire muzikant en speelde zowel trompet alsook Cornet à piston. Vanaf juni 1865 werd bij tot staftrompetter bij het 1e bereden regiment in Großenhain bevorderd. Als staftrompeter had hij verdergaande plichten zoals militaire signalen en ceremonieën te vervullen en was tegelijkertijd een soort tweede kapelmeester. In 1890 werd hij tot koninklijke muziekdirecteur bij het 1e lichte bereden regiment van Saksen benoemd. In 1898 ging hij met pensioen.
Zijn ongetwijfeld bekendste compositie is de Großenhainer Husarenmarsch, in Duitsland beter bekend als "Parademarsch der 18er Husaren", die hij vermoedelijk in 1871 gecomponeerd heeft. In een voetnoot van de pianobewerking is vermeld, dat de mars in 1839 (geboortejaar van Müller) op bevel van de toenmalige adjudant van het regiment "Adolf Senf von Pilsach" door de trompettist Grafe van het 4e eskadron vanuit een Franse fanfare als parademars te voet voor veldtrompetten is ontwikkeld. Müller heeft hem dan ingewerkt in zijn compositie naast motieven uit de mars "Husarenritt" van Spindler. Koning Albert van Saksen gaf ter gelegenheid van zijn 70e verjaardag op 18 april 1898 het order, dat deze mars alleen maar door de muziekkapel van het 1e koninklijk (Saksisch) Huzaren-Regiment nr. 18 in Großenhain tijdens parades mag uitgevoerd worden.

## Composities

### Werken voor harmonieorkest
- 1871 Königlich Sächsisches 1. Husaren-Regiment "König Albert" Nr. 18 "Großenhainer Husarenmarsch" (Parademarsch der 18er Husaren)[1]
- Galoppmarsch des Husaren Regiments 18
- König-Friedrich-August-Marsch
- Sieges-Festmarsch

## Media
1. ↑  Königlich Sächsisches 1. Husaren-Regiment "König Albert" Nr. 18 "Großenhainer Husarenmarsch" (Parademarsch der 18er Husaren). Gearchiveerd op 22 augustus 2019.

- Gemeinsame Normdatei: 134767853
- International Standard Name Identifier: 0000 0000 8333 3556
- MusicBrainz: 42ad8be3-c4e2-48ab-9184-0cbb319a2127
- Virtual International Authority File: 118791148